# Günter Hacks
Günter Hacks (* 14. Juli 1907 in Kattowitz, Provinz Schlesien; † im 20. Jahrhundert) war ein deutscher Jurist und Präsident des Landgerichts Wiesbaden.

## Leben
Günter Hacks wurde als Sohn eines Studienrats geboren und machte Ostern 1925 sein Abitur in Neustadt/Oberschlesien. Er studierte Rechtswissenschaften an der Universität Breslau, wechselte nach fünf Semestern zur Ruprecht-Karls-Universität Heidelberg und kehrte nach einem Semester nach Breslau zurück, um dort beim Oberlandesgericht Breslau seine erste juristische Staatsprüfung abzulegen. Mit der Dissertation „Die Verzeihung im Eherecht“ promovierte er am 7. Juli 1930 an der Breslauer Universität zum Dr. jur. In Berlin bestand er am 22. Juni 1932 das Zweite juristische Staatsexamen und war anschließend sieben Jahre als Gerichtsassessor im Bezirk des OLG Breslau tätig, bevor er am 1. August 1939 zum Landgerichtsrat ernannt wurde. Hacks musste Kriegsdienst leisten und kam nach dem Krieg als Landgerichtsrat zum Landgericht Limburg. Im Mai 1946 wurde er in das Hessische Justizministerium berufen, wo er sich mit dem Aufbau des Ausbildungs- und Prüfungswesens befasste. Zum 1. Oktober 1947 zum Regierungsdirektor befördert, war er ab dem 16. Juli 1949 Senatspräsident am Oberlandesgericht Frankfurt. 1951 folgte die Ernennung zum Präsidenten des Landgerichts Wiesbaden, wo er sich als Vorsitzender der Berufungskammer mit zivilrechtlichen Angelegenheiten beschäftigte. Im selben Jahr wurde er zum Vorsitzenden der Unterkommission der Justizministerkonferenz ernannt, die sich mit Fragen der Ausbildungsreform befasste.
Die Ausbildung des juristischen Nachwuchses war stets ein besonderes Anliegen des Günter Hacks.
Zum 31. Juli 1972 trat er in den Ruhestand.

## Öffentliche Ämter
- Justitiar der Landeszentralbank Hessen
- Präsident des hessischen Justizprüfungsamtes